# Yves De Bosscher
Yves De Bosscher (Kortrijk, 16 november 1970) is een West-Vlaamse schrijver, dichter, politicus voor Groen en beleidsmedewerker bij de stad Harelbeke. 

## Biografie
De Bosscher bracht zijn jeugd door in Harelbeke in de wijk Overleie. Op school en tijdens zijn vrije tijd was hij geëngageerd in natuur. Als vijftienjarige werd hij het jongste lid van het groencomité in Harelbeke. Later richtte hij samen met zijn vrienden een jongeren-natuurvereniging op. Zijn belangstelling voor natuur zette hij grotendeels om in poëzie en zo startte hij eerst met een reeks vogelgedichten.
Hij studeerde industriële milieuzorg in hoger onderwijs en werd in 1992 milieuambtenaar bij de stad Harelbeke. 

## Gedichten
De Bosscher werd in 2010 aangesteld als rivierdichter van de Zuid-West-Vlaamse milieu- en natuurverenigingen, met zijn werk tentoongesteld tijdens de voorstelling 'Lange Leve de Leie' van 3 tot 30 december 2010 in de openbare bibliotheek van Harelbeke. In hetzelfde jaar publiceerde hij in Cyclus Overleie een viertal gedichten over zijn jeugdherinneringen aan zijn thuishaven. Verder schreef hij meerdere verhalen over de oorsprong van De Gavers, van laaggelegen meersen tot grote vijver, waaronder het jeugdverhaal Lolo van het Natte Weidenland en Gabbar.

## Werken
- Cyclus Overleie (2010)

- Lolo van het Natte Weidenland (2012)
- Gabbar (2014)

## Politiek
De Bosscher is gemeenteraadslid van Zwevegem voor de partij Groen, waarvoor hij tijdens de verkiezingen lijsttrekker was.